# Steyerbromelia discolor
Steyerbromelia discolor är en gräsväxtart som beskrevs av Lyman Bradford Smith och Harold Ernest Robinson. Steyerbromelia discolor ingår i släktet Steyerbromelia och familjen Bromeliaceae. Inga underarter finns listade i Catalogue of Life.